# Knife Point
Der Knife Point ist eine Landspitze an der Südseite der Borge Bay im Osten von Signy Island im Archipel der Südlichen Orkneyinseln. Er liegt 150 m südöstlich des Mooring Point.
Der Name der Landspitze erscheint erstmals auf einer Landkarte, die 1927 nach einer groben Vermessung der Borge Bay durch Wissenschaftler der britischen Discovery Investigations entstand. Wahrscheinlich geht die Benennung auf Walfänger zurück. Der Benennungshintergrund ist nicht überliefert.